# Kostas Sommer
Kostas Oliver Sommer (nowogr. Κώστας Σόμμερ; ur. 17 maja 1975) – grecki aktor, prezenter, model, producent telewizyjny i przedsiębiorca pochodzenia niemieckiego. 
Swój pseudonim artystyczny przyjął od nazwiska panieńskiego matki. W 2005 wystąpił w roli Mariolisa Assapopoulosa, greckiego płatnego partnera do tańca w lokalach rozrywkowych, w hollywoodzkiej komedii Deuce Bigalow: Boski żigolo w Europie (Deuce Bigalow: European Gigolo) u boku Roba Schneidera. 

## Życiorys

### Wczesne lata
Urodził się i spędził większość swojego dzieciństwa w Niemczech jako syn Niemki i Greka pochodzącego z Krety. W wieku dwunastu lat rozpoczął karierę jako model, współpracując z różnymi agencjami. Uczęszczał do niemieckiej szkoły średniej Deutsche Schule Athen (Γερμανική Σχολή Αθηνών, ΓΣΑ) w Atenach. W wieku 20 lat osiedlił się w Stanach Zjednoczonych, gdzie w latach 1995–1998 studiował na wydziale aktorskim Uniwersytetu Kalifornijskiego. W 2000 uczył się aktorstwa w Actors Studio New York pod kierunkiem Johna Costopoulosa.

### Kariera
Karierę na ekranie zapoczątkował w teledysku Nasosa Filoxenidisa do utworu pt. „Pistepsa” (1996). Wziął udział w serialach greckich – Aliki (2001), Miłość przyszła z daleka (I Agapi irthe apo makria, 2002–2003) w roli Ilii, albańskiego rolnika, który zakochuje się w żonie swojego szefa i przeżywa tajemny romans, Odległość oddechowa (Apostasi Anapnois, 2003–2004) jako Aris oraz Dom nad morzem (To spiti dipla sti thalassa, 2004–2005) w roli Párisa. Był współproducentem czarnej komedii Hipnotyzer (The Mesmerist, 2002) z udziałem Neila Patricka Harrisa. Debiutował na dużym ekranie w komedii romantycznej Panny młode (Nyfes, 2004) z Damianem Lewisem. 
Jako model pracował dla takich marek jak Puma, Porsche, Dolce & Gabbana i wylansował własną markę dżinsów. Został wybrany jednym z dziesięciu najpiękniejszych mężczyzn w Grecji przez kobiecy magazyn „Glamour”. W maju 2007 i kwietniu 2009 znalazł się na okładce greckiej edycji magazynu „Men’s Health”. W 2010 wziął udział w programie Dancing with the Stars (Grecja).

## Życie prywatne
25 sierpnia 2021 zawarł związek małżeński z wizażystką Valentini Papadakis, po dwóch latach znajomości. Mają syna Jasona (ur. 2 września 2021) i córkę (ur. 22 grudnia 2022).

## Filmografia

### Filmy
- 2004: Panny młode (Nyfes) jako Kostas
- 2005: Deuce Bigalow: Boski żigolo w Europie (Deuce Bigalow: European Gigolo) jako Mariolis Assapopoulos
- 2007: Bir ihtimal daha var
- 2008: Deep End jako Nikos
- 2008: The Boston Strangler: Untold Story (wideo) jako Frank Asarian
- 2009: Drifter: Henry Lee Lucas jako Ottis
- 2009: Shoot the Duke jako Harry
- 2012: Bóg kocha kawior (O Theos agapaei to haviari) jako komunikator
- 2015: O Klearhos, i Marina & o Kontos jako Leonidas
- 2015: Lato w Grecji (Ein Sommer in Griechenland) jako Costas Katakis
- 2016: Der Athen Krimi - Trojanische Pferde (TV) jako Raffael
- 2019: Zakochany Berlin (Berlin, I Love You) jako agent
- 2022: The Enforcer jako Ronnie Fedec

### Seriale
- 2002: I Agapi irthe apo makria jako Ilia
- 2003: Apostasi anapnois jako Aris
- 2004: To Spiti dipla sti thalassa
- 2006–2007: Tis agapis mahairia jako Sifis Stamatakis
- 2010–2011: Lena - Liebe meines Lebens jako Tony Weiss
- 2015: SOKO München jako Dietmar Kruse